# الفضل بن صالح العباسي
الفضل بن صالح بن علي العباسي (122 هـ - 172 هـ/ 740 - 789م)، وهو من ولاة الدولة العباسية على مصر.
ولقد ولاهُ الخليفة أبو عبد الله محمد المهدي على مصر عام 168 هـ/785م، بعد أن عزل عسامة بن عمرو على الصلاة والخراج، وقبل خروجه إلى مصر مات الخليفة محمد المهدي في أول شهر محرم عام 169هـ، فولي الخلافة ابنه موسى الهادي فأقر الهادي ولاية الفضل على أعمال مصر وسفرهُ، فسار الفضل حتى دخل إلى مصر في يوم الخميس نهاية شهر محرم عام 169هـ، وكان الفضل قد استعمل عسامة المعزول عن إمرة مصر على الصلاة إلى أن حضر فلما قدم الفضل استعمل عسامة أيضًا على عادتهِ الأولى قبل أن يلي الإمارة، ولما دخل الفضل إلى مصر وجد أمر البلاد متوترا من عصيان أهل جزيرة الحوف بالوجه البحري وكذلك خروج دحية الأموي بمناطق الصعيد، وقد طال أمره على أمراء مصر وكان مع الفضل جيوش بلاد الشام فجهز عند قدومهِ الجند لحرب دحية الأموي، فقاتلهُ وهزمهُ وأسرهُ بعد الحرب، وجاء به إلى مدينة الفسطاط وأمر الفضل بقتلهِ وبعث برأسهِ إلى الخليفة الهادي، وكان ذلك في شهر جمادى الآخرة 169 هـ، وبدأ الفضل بن صالح في عمران مدينة العسكر التي أسسها أبيه صالح بن علي العباسي من قبل، وأنشأ جامع العسكر والذي يقع في جوار دار الامارة، وفي وقتهِ كثرت الأسواق من حول الجامع وكثرت البيوت حتى وصل العمار والبنيان إلى مدينة الفسطاط واتصل بها.
ثم عزل الفضل عن إمارة ولاية مصر في نهاية عام 169 هـ/785م، وولاها من بعدهِ علي بن سليمان، ولقد ولي الفضل إمارة دمشق مدة، وقيل قبل ولايته على مصر أو بعدها، ومن أعمالهِ تعمير أبواب جامع دمشق والقبة التي في الصحن، والتي تعرف بقبة المال في أيام ولايته لدمشق.

## وفاته
وكانت وفاة الفضل في عام 172 هـ/789م، عن عمر ناهز الخمسين عاما.